# Z14 Friedrich Ihn
Z14 «Фрідріх Ін» (нім. Z14 Friedrich Ihn) — військовий корабель, ескадрений міноносець типу 1934A Кріґсмаріне за часів Другої світової війни.
Есмінець Z14 «Фрідріх Ін» закладений 30 травня 1935 року на верфі заводу Blohm + Voss у Гамбурзі, 15 листопада 1936 року спущений на воду, а 6 квітня 1938 року введений до складу військово-морських сил Третього Рейху. Корабель брав участь у бойових діях Другої світової війни в атлантичних та арктичних водах, бився біля берегів Європи, в Балтійському морі.

## Будова корабля

### Дизайн та конструкція
Корпус Z14 «Фрідріх Ін» мав загальну довжину між перпендикулярами — 116 м і максимальну 119 м; бімс — 11,31 м, висоту борту на міделі — 6,4 м та осадку — до 4,23 м. Водотоннажність бойового корабля становила: стандартна — 2 171 та повна — 3 110 довгих тонн відповідно. По бортах і днищу з носа до корми йшли безперервні стрингери, з'єднані зі шпангоутами. Майже 2/5 займав півбак. Висота борту над водою по форштевню доходила до 5 метрів. Форштевень був практично вертикальним і тільки нагорі трохи закруглявся. Корма у есмінця була транцевою, закругленою з дуже характерним для німецьких міноносців тунельним підводним пристроєм. Товщина сталевих листів для обшивки корпусу корабля була від 6 до 11 мм, а палубна — до 13 мм. Для скріплення сталевих листів використовувалося зварювання, завдяки цьому Z14 «Фрідріх Ін» був суцільнозварним.
Головна енергетична установка становила два триколекторні парових турбіни Wagner з горизонтальними пароперегрівниками й підігрівачами повітря, кожний приводив у дію один ґвинт. На есмінці встановлювалися шість котлів Benson у трьох котельних відділеннях — кормовому, носовому і середньому, які розташовувалися по бортах без поздовжньої перебірки. У носовому котельному відділенні були розміщені котли «малого» типу, які були меншого розміру і паропродуктивності. Робочий тиск пару — 110 атм., температура — 510 °С, і забезпечувала ефективність при повному навантаженні 78 %.
Проєктна потужність корабля становила 69 000 к.с., що мало забезпечити максимальну швидкість ходу (при повному навантаженні) в 36 вузлів (67 км/год). Під час ходових випробувань корабель досяг максимальної швидкості у 37,8 вузлів (70 км/год). Запас палива зберігався в паливних танках ємністю 752 тонни флотського мазуту, що забезпечувало дальність плавання 4 400 миль (8 100 км) 19-вузловим ходом (35 км/год), але есмінець виявився надзвичайно важким у русі, отже 30 % палива довелося зберегти, оскільки баласт на кораблі був низьким. Ефективна дальність дії Z14 «Фрідріх Ін» становила лише 1 530 миль (2 380 км) на такій швидкості.
Екіпаж корабля становив 10 офіцерів та 315 матросів, а також ще чотири офіцери та 19 матросів, якщо корабель визначався флагманом флотилії.

### Озброєння
Корабельна артилерія головного калібру (ГК) есмінця Z10 Z14 «Фрідріх Ін»: п'ять 127-мм корабельних гармат SKC/34 компанії Rheinmetall-Borsig з довжиною ствола 45 калібрів у поодиноких штирових установках LC/34. Загальна маса установки становила 10 220 кг, з яких 1870 кг припадало на бронещит завтовшки 8 мм. Гарматні установки розташовувалися на кораблі лінійно. Дві перших гармати розміщувалися лінійно в носовій частині на узвишші. Третя — перед кормовою надбудовою. Дві останніх у кормовій частині есмінця також розміщувалися лінійно на узвишші. Кут обстрілу для гармат, що стояли по краях, становив 240 °, а для гармати № 3 — від 30 ° до 150 ° на кожен борт. Максимальний кут піднесення +30°, зниження на −10°. Маса снаряда 28 кг, початкова швидкість — 830 м/с, на дальність — до 17 400 м. Гармати мали швидкострільність 15-18 пострілів на хвилину. Боєзапас становив 120 пострілів на ствол (фактично вистачало на 7-10 хвилин бою).
Основу зенітного озброєння становили дві спарені 37-мм напівавтоматичні зенітні гармати SKC/30 з довжиною ствола 80 калібрів. Гармати в установках Dopp. LC/30 (Doppellafette С/30), стабілізовані в трьох площинах, розміщувалися на майданчиках біля другої димової труби. Теоретична швидкострільність досягала 80 пострілів на хвилину, але в реальних бойових умовах ледве досягала 30-40 пострілів на хвилину, а іноді ще й менше. Вертикальне наведення: -9 — +85°. Дальність стрільби — 8,5 км, досяжність повітряної цілі по висоті — 6 800 м.
Також на борту Z14 «Фрідріх Ін» розміщувалися шість 20-мм автоматична зенітна гармата FlaK 30 C/30 з довжиною ствола 65 калібрів. Гармати розташовувалися парами на півбак з боків гармати головного калібру № 2, з боків шлюпочних кранів і на кормовій надбудові між гарматами № 3 і № 4. Скорострільність — 120 пострілів на хвилину. Однак магазин був всього на 20 пострілів, що вимагало його частої заміни. Живучість ствола досягала 20 тисяч пострілів.
Мінно-торпедне озброєння корабля складалося з двох чотиритрубних 533-мм торпедних апаратів. Для стрільби використовувалися тільки парогазові торпеди типу G7a із зарядом бойової частини — 340 кг ТГА. Дальність ходу торпеди на швидкості 44 вузли становила 6 000 м, на 40 вузлах — 8 000 м, на 30 вузлах — 14 000 м. Для постановки мін Z14 «Фрідріх Ін» мав стаціонарні мінні шляхи, виконані зі сталі швелерного профілю і приварені до палубі електрозварюванням. Штатний боєкомплект становив 60 якірних мін (контактних EMC, магнітних EMF і RMB, протичовнових UMA і UMB) або 80-100 мінних захисників (RB і EMR).
Протичовнове озброєння есмінця складалося з двох типів глибинних бомб WBF і WBG. Боєзапас бомб становив 18 штук, з яких 6 зберігалися на кормових схилах, а решта — в льоху. Пізніше число бомб збільшили до 30-36, а у кормової надбудови стали монтувати по чотири бомбомети.
Для протимінного захисту корабель мав два комплекти параванів-захисників (OGG — нім. Ouer Geleit Gerate). Вони встановлювалися на спеціальний шпірон, що висувався через отвір у форштевні нижче ватерлінії. Ширина протраленої смуги становила 20-25 см.
Корабельна система керування артилерійським вогнем на есмінці включала два артилерійські пости, що розташовувалися на верхньому містку і середньої надбудові. У кожному з них були встановлені 4-метровий стереоскопічний далекомір і стабілізований у двох площинах візир. Система управління зенітним вогнем фактично була відсутня.
Управління торпедною стрільбою здійснювалося з торпедного поста, який знаходився поруч з артилерійським. На крилах містка були встановлені торпедні приціли типу TZA-2 зі стабілізованою оптикою.
Як гідроакустичний засіб на Z14 «Фрідріх Ін» встановлювалася шумопеленгаторна станція GHG (нім. Gruppenhorchgerdt). За розрахунковими даними виявлення шуму торпед мало відбуватися на дистанції у 2000 метрів, а підводного човна — на дистанції 500—700 метрів.

## Історія служби
До початку вторгнення гітлерівської Німеччини на Польщу в Піллау були зосереджені кораблі 1-го (Z4 «Ріхард Бітцен», Z2 «Георг Тіле»), 3-го (Z14 «Фрідріх Ін», Z15 «Ерік Штайнбрінк», Z16 «Фрідріх Еккольдт»), 6-го (Z9 «Вольфганг Зенкер», Z8 «Бруно Гайнеманн») та 8-го (Z11 «Бернд фон Арнім», Z10 «Ганс Лоді») дивізіонів на чолі з флагманським кораблем Z1 «Леберехт Маасс». Головним завданням німецьких есмінців було патрулювання у Данцигській бухті. 2 вересня «Фрідріх Ін» і Z15 «Ерік Штайнбрінк» зазнали атак ворожих підводних човнів, проте лише атака на Z14 «Фрідріх Ін» підтверджується польськими джерелами. Польський підводний човен «Сеп» виявив ескадрений міноносець противника і о 19:38 з дистанції близько 2 кабельтов випустив по ньому одну торпеду з кормового торпедного апарату, яка не влучила в ціль. У відповідь есмінець контратакував субмарину, скинувши 3 глибинні бомби, — також безрезультатно.
У ніч з 12 на 13 грудня 1939 року німецькі есмінці під командуванням комодора Фрідріха Бонте на флагмані Z19 «Герман Кунне», Z4 «Ріхард Бітцен», Z8 «Бруно Гайнеман», Z14 «Фрідріх Ін» і Z15 «Ерік Штайнбрінк» встановили 240 мін у гирлі річки Тайн. Не знаючи про постановку мінного поля, британці втратили на ньому 11 суден загальною тоннажністю 18 979 брутто-реєстрових тонн. По дорозі додому есмінцям було наказано супроводити покалічені легкі крейсери «Лейпциг» і «Нюрнберг», торпедовані підводним човном «Салмон». Незважаючи на їхню охорону, британський підводний човен «Урсула» зумів пробратися всередину похідного ордеру і в естуарії Ельби здійснити залп із шести торпед по «Лейпцигу». Дві торпеди вразили допоміжний корабель ескорту F9, який за три хвилини затонув із серйозними втратами особового складу, але інші торпеди промахнулися.
В ніч на 10/11 січня 1940 року Бонте на чолі групи німецьких есмінців Z14 «Фрідріх Ін», Z21 «Вільгельм Гайдкам», Z16 «Фрідріх Еккольдт», Z22 «Антон Шмітт», Z4 «Ріхард Бітцен» і Z20 «Карл Гальстер» здійснив чергову постановку мінного поля в районі Ньюкасла. На цьому мінному полі затонув лише один риболовецький траулер водотоннажністю 251 тонну.
У липні 1940 року «Фрідріх Ін» був частиною ескорту кораблів, що супроводжували пошкоджений британською субмариною «Клайд» німецький лінкор «Гнейзенау», який переходив із Тронгейма, Норвегія до Кіля. В результаті торпедної атаки британського ПЧ «Темза» був затоплений німецький міноносець «Лукс».
На початку березня 1942 року за даними британської розвідки на перехоплення транспортних конвоїв німці зібрали рейдову групу на чолі з лінкором «Тірпіц». Невдовзі після виходу німецького рейдера з норвезького фіорду британський підводний човен «Сівулф» виявив його у відкритому морі. Обидва угруповання кораблів здійснили спробу напасти на противника, але марно. Врешті-решт «Тірпіц» повернув додому, а 12 березня 1942 року конвой PQ 12 благополучно прибув до Мурманська, не втративши жодного корабля чи судна.
У січні-лютому 1943 року у період перебування 6-ї флотилії в Крістіансанні, у зв'язку з двома спробами провести в арктичні води лінкор «Шарнгорст», есмінці «Фрідріх Ін», Z20 «Карл Гальстер», Z5 «Пауль Якобі», Z24 і Z25 здійснили два бойові походи (15 і 17-19 січня) на перехоплення пари норвезьких кораблів, що за даними розвідки намагалися прорватися з Гетеборга до Англії.
8 травня 1945 року Z14 «Фрідріх Ін» разом з есмінцями Z6 «Теодор Рідель», Z10 «Ганс Лоді», Z20 «Карл Гальстер», Z25, Z38, Z39, міноносцями T17, T19, T23, T28 і T33 відпливли з Геля до Глюксбурга з 20 000 солдатів і цивільних, які прибули в порт 9 травня.
Зрештою Z14 «Фрідріх Ін» разом з есмінцями Z15 «Ерік Штайнбрінк», Z20 «Карл Гальстер» і Z33 був переданий СРСР, коли вцілілі німецькі військові кораблі були розділені між союзниками після війни. 5 листопада 1945 року чотири ескадрені міноносці, що дісталися Радянському Союзу, були включені до списків ВМФ СРСР з призначенням до складу Балтійського флоту. Передача кораблів розпочалася у грудні.
5 лютого 1946 року радянським екіпажем було прийнято Z14 «Фрідріх Ін», який перевели до Лієпаї. 13 лютого був наказ про перейменування колишнього німецького есмінця на «Приткий» і включений до складу Північно-Балтійського (8-го) флоту.

## Командири
- Корветтен-капітан Клаус Трампедах (9 квітня — 25 жовтня 1938)
- Фрегаттен-капітан Еріх Бей (26 жовтня 1938 — 31 березня 1939)
- Корветтен-капітан/фрегаттен-капітан Рудольф фон Пуфендорф (9 квітня — 25 жовтня 1939)
- Корветтен-капітан Гюнтер Ваксмут (25 жовтня 1939 — 10 листопада 1942)
- Корветтен-капітан Гергард Фромме (11 листопада 1942 — 29 квітня 1944)
- Корветтен-капітан Карл-Август Ріхтер-Ольдекоп (30 квітня 1944 — 10 травня 1945)